# 田川警察署
田川警察署（たがわけいさつしょ）は、福岡県警察が管轄する警察署の一つで、筑豊地区に属する。署長の階級は警視。
管内には指定暴力団・太州会の本部が存在する。

## 所在地
- 福岡県田川市平松町3番36号
（国道322号線「市役所下」信号交差点を南折し、次の「田川警察署入口」信号交差点を右折。田川青少年文化ホールの前。）

## 管轄区域
- 田川市、田川郡香春町・添田町・糸田町・川崎町・大任町・赤村・福智町

## 沿革

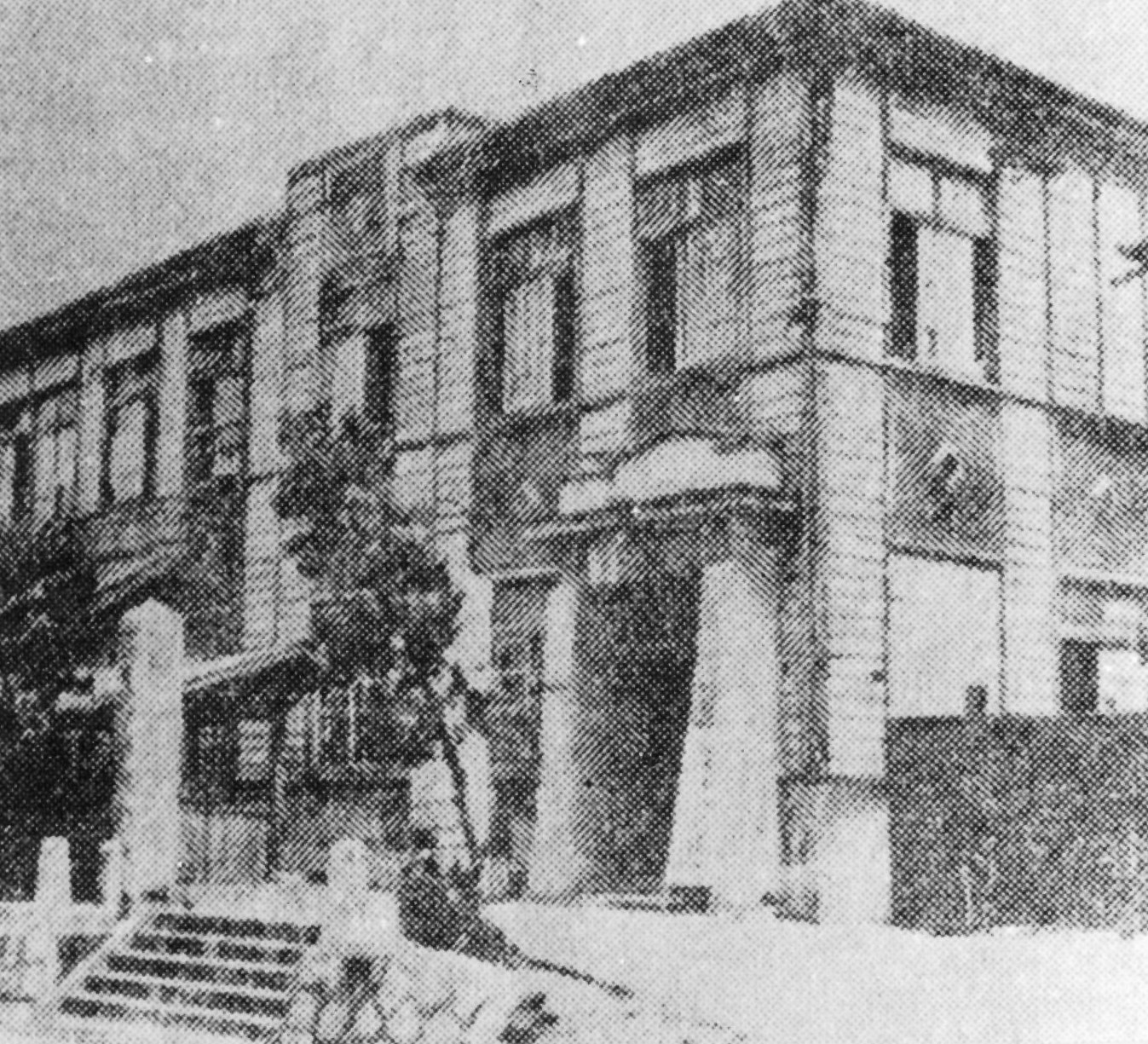
1918年（大正7年）に建てられた2代目の後藤寺警察署（現・田川警察署）

- 1876年（明治9年）10月18日  - 小倉警察署香春巡査屯所開設。
- 1886年（明治19年）9月1日 - 小倉警察署から分離独立し、香春警察署となる。
- 1909年（明治42年）4月1日 - 後藤寺町に移転し、後藤寺警察署と改称。
- 1943年（昭和18年）11月3日 - 田川市誕生に伴い、田川警察署と改称。
- 1948年（昭和23年）3月7日 - 旧警察法施行に伴い、国家地方警察田川地区警察署と自治体警察の田川市警察署、川崎町警察署、金田町警察署、赤池町警察署、糸田町警察署、添田町警察署に分離。
- 1954年（昭和29年）7月1日 - 改正警察法施行により県警察が発足し、福岡県田川警察署、同添田警察署、同川崎警察署の3署に再編して発足。
- 1971年（昭和46年）4月13日 - 現庁舎新築。
- 1973年（昭和48年）7月11日 - 川崎警察署を田川警察署に統合。
- 2003年（平成15年）8月27日 - 県下全域交番駐在所再編により、栄町、新町、弓削田、池尻、駅前、赤池交番および大藪、馬場、鉄砲町、位登、東川崎、安真木、上野、採銅所駐在所の計14箇所を廃止（統廃合）。
- 2010年（平成22年）4月1日 - 添田警察署を田川警察署に統合[1]。

## 組織
副署長のほかに警視職として刑事管理官を刑事第一、刑事第二課長の上に置く。
- 総務課
- 会計課
- 留置管理課
- 生活安全課
- 刑事第一課
- 刑事第二課
- 交通課
- 警備課
- 地域課

## 交番

### 警部交番
| 名称         | 読み     | 所在地                          |
| ------------ | -------- | ------------------------------- |
| 川崎警部交番 | かわさき | 田川郡川崎町大字川崎1709番地の1 |
| 添田警部交番 | そえだ   | 田川郡添田町大字庄1074番地の2   |

### 交番
| 名称       | 読み       | 所在地                            |
| ---------- | ---------- | --------------------------------- |
| 魚町交番   | うおまち   | 田川市番田町9番23号               |
| 後藤寺交番 | ごとうじ   | 田川市本町4番7号                  |
| 香春交番   | かわら     | 田川郡香春町大字高野999番地の4    |
| 金田交番   | かなだ     | 田川郡福智町金田659番地10         |
| 糸田交番   | いとだ     | 田川郡糸田町1764番地1             |
| 赤池交番   | あかいけ   | 田川郡福智町赤池1128番地3         |
| 方城交番   | ほうじょう | 田川郡福智町伊方4448番地47        |
| 大任交番   | おおとう   | 田川郡大任町大字大行事1617番地の4 |

## 駐在所
| 名称         | 読み     | 所在地                            |
| ------------ | -------- | --------------------------------- |
| 夏吉駐在所   | なつよし | 田川市大字夏吉1694番地の3         |
| 糒駐在所     | ほしい   | 田川市大字糒2443番地の1           |
| 伊加利駐在所 | いかり   | 田川市大字伊加利953番地の8        |
| 猪国駐在所   | いのくに | 田川市大字猪国1458番地            |
| 赤駐在所     | あか     | 田川郡赤村大字赤4880番地10        |
| 津野駐在所   | つの     | 田川郡添田町大字津野6063番地の1   |
| 落合駐在所   | おちあい | 田川郡添田町大字落合800番地の3    |
| 英彦山駐在所 | ひこさん | 田川郡添田町大字英彦山1965番地の1 |

## 主な未解決事件
- 田川市川宮におけるタクシー運転手殺人事件[2]